# 世界教师工会联合会
世界教师工会联合会（法語：Fédération Internationale Syndicale de l'Enseignement，缩写为FISE）是世界工会联合会的一个分支，代表教育工作者。该组织成立于1949年，由各国的教育工作者工会组成。